# Eleutherodactylidae
Eleutherodactylidae là một họ ếch gồm 801 loài đã được miêu tả, chiếm 27% tất cả các loài ếch ở vùng sinh thái Tân nhiệt đới, hầu hết chúng nằm trong chi Eleutherodactylus. Họ này trước đây là một phân họ trong họ Leptodactylidae.

## Các chi
- Phân họ Eleutherodactylinae Lutz, 1954
  - Diasporus Hedges, Duellman & Heinicke, 2008: 11 loài
  - Eleutherodactylus Duméril & Bibron, 1841.: 186 loài
- Phân họ Phyzelaphryninae Hedges, Duellman, & Heinicke, 2008
  - Adelophryne Hoogmoed et Lescure, 1984.: 7 loài
  - Phyzelaphryne Heyer, 1977.: 1 loài

## Chuyển sang họ khác
- Sang họ Craugastoridae
  - Atopophrynus Lynch & Ruiz-Carranza, 1982.
  - Barycholos Heyer, 1969.
  - Dischidodactylus Lynch, 1979.
  - Euparkerella Griffiths, 1959.
  - Geobatrachus Ruthven, 1915.
  - Holoaden Miranda-Ribeiro, 1920.
  - Oreobates Jiménez de la Espada, 1872.
  - Phrynopus Peters, 1873.
  - Phyllonastes Heyer, 1977. = một phần của chi Noblella
- Sang họ Brachycephalidae
  - Ischnocnema Reinhardt & Lütken, 1862

## Hình ảnh

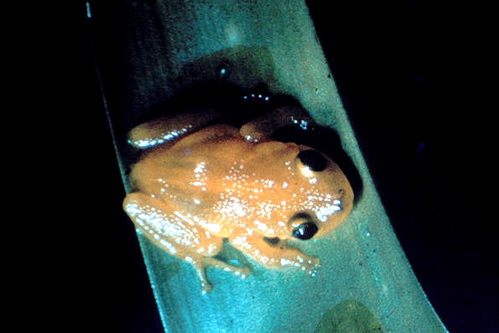
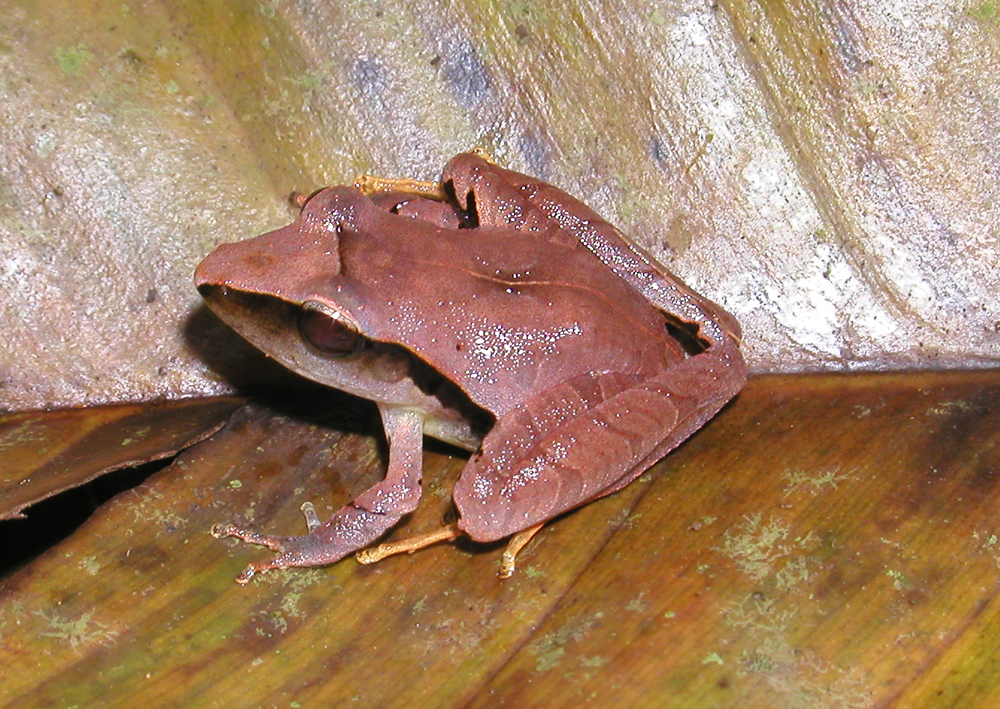
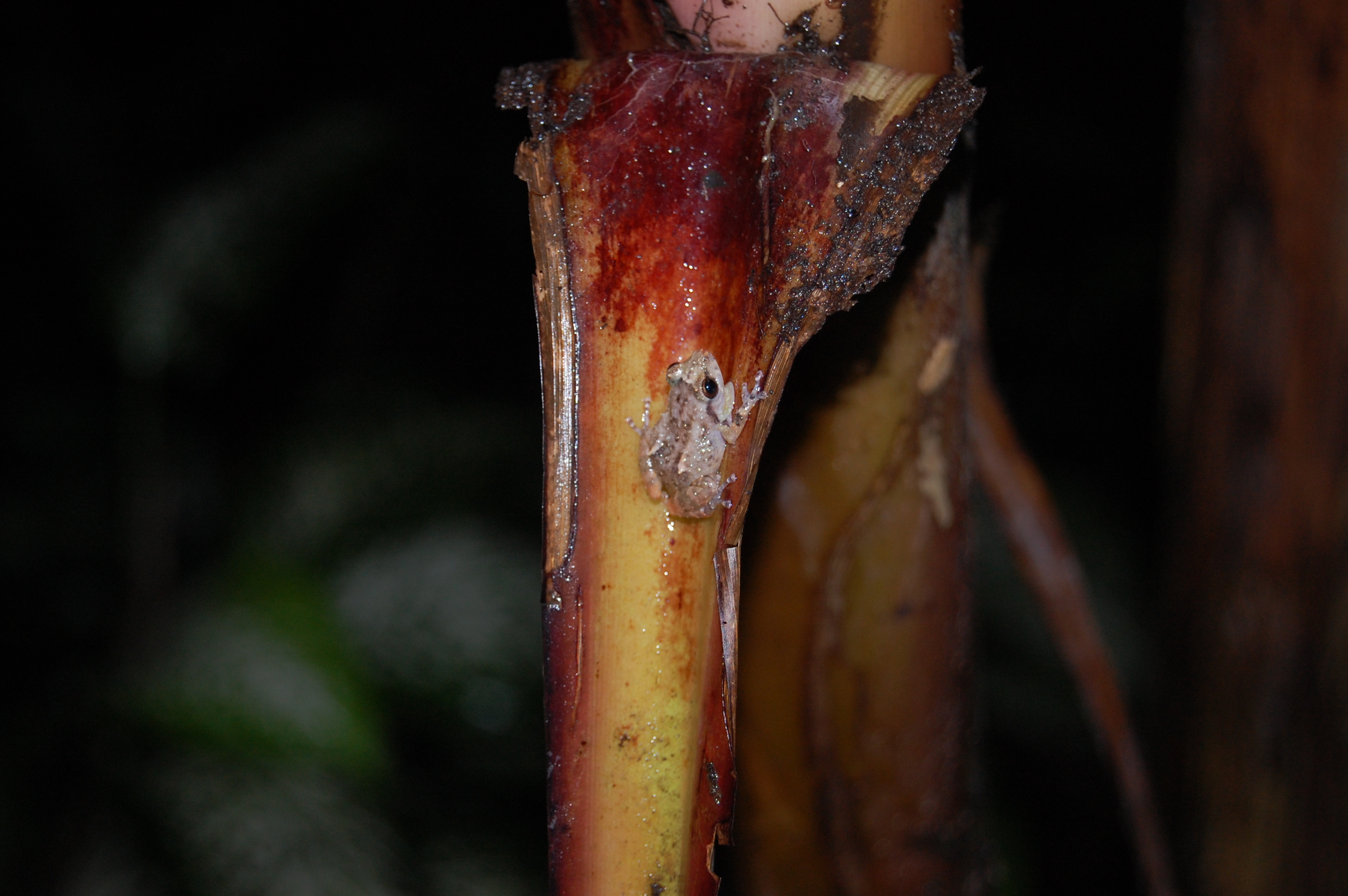